# Typ 2592 Osaka
Typ 2592 Osaka – japoński samochód pancerny z okresu II wojny światowej. Zbudowany z wykorzystaniem podwozia samochodu ciężarowego. Używany bojowo przez armię japońską podczas walk w Chinach.